# Théophile Delcassé

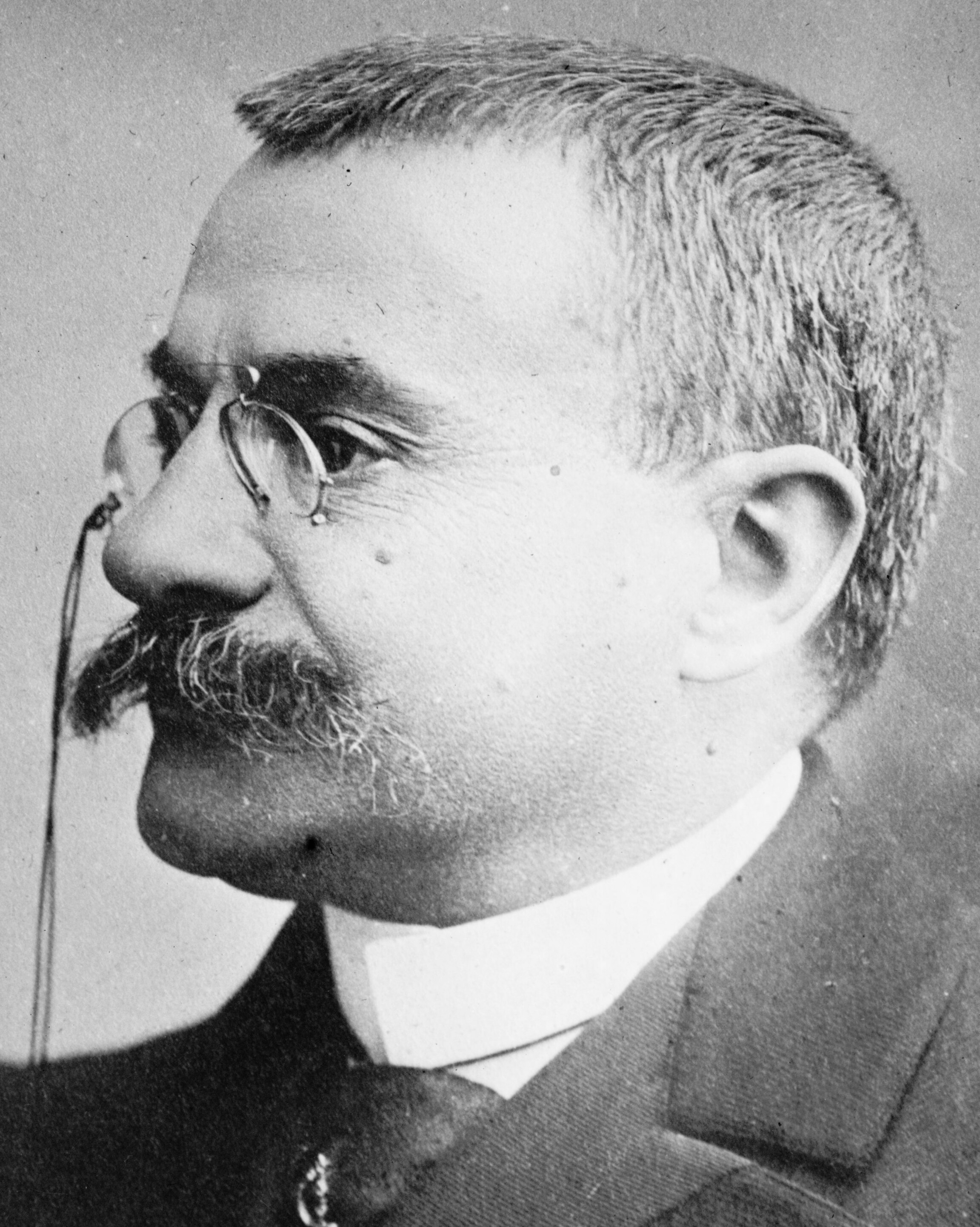
Théophile Delcassé

Théophile Delcassé (* 1. März 1852 in Pamiers, Département Ariège; † 22. Februar 1923 in Nizza) war ein führender Staatsmann der französischen Dritten Republik.

## Kolonialminister
Früh war er in seinem Heimatdépartement Ariège als politischer Journalist und Politiker aktiv, wobei er sich als treuer Gefolgsmann von Léon Gambetta erwies. 1889 wurde er Mitglied der Nationalversammlung als Vertreter der Stadt Foix und für die Parti radical, deren gemäßigten Flügel er angehörte. Ministerpräsident Alexandre Ribot ernannte ihn 1893 zum Staatssekretär für Kolonialangelegenheiten, ein Posten, den er auch unter dem folgenden Kabinett von Charles Dupuy bis Dezember 1893 beibehielt. Delcassé ist es zu verdanken, dass das Kolonialamt zu einem eigenständigen Ministerium für Kolonialangelegenheiten wurde. In dieser Funktion gab er der französischen Kolonialpolitik, insbesondere in Westafrika, neue Impulse; neue Gebiete wurden unterworfen und auch die Flotte wurde verstärkt. Delcassé agierte innerhalb seines Ressorts weitgehend eigenständig, teilweise sogar, ohne dass er das Parlament von seinen Initiativen informierte.

## Außenminister
Im Juni 1898 wurde Delcassé im Kabinett Brisson Außenminister als Nachfolger von Gabriel Hanotaux. Während die meisten anderen Außenminister der Dritten Republik nur wenige Monate amtierten, gelang es Delcassé, sich sieben Jahre zu halten, und dies trotz zum Teil heftiger außenpolitischer Kontroversen. Sein politischer Kurs war von einer entschiedenen Gegnerschaft dem Deutschen Reich gegenüber geprägt. Unter diesem Vorzeichen gelang es ihm, Frankreich aus seiner anfänglichen politischen Isolation herauszuführen.
Gleich zu Beginn seiner Amtszeit kam es zur Faschoda-Krise, als der französische Hauptmann Marchand im südsudanesischen Ort Faschoda am Nil die französische Flagge hisste, um so den Anspruch seines Landes auf eine Landverbindung zwischen Französisch-Westafrika und Dschibuti zu dokumentieren. Dies stieß auf heftigen Widerstand Großbritanniens, das selbst im Rahmen des Kap-Kairo-Plans den oberen Nil kontrollieren wollte. Frankreich wurde in einem Ultimatum zum Abzug aufgefordert, Delcassé gab nach und statt Marchand zog nun der britische General Kitchener im Südsudan ein. Der Sudanvertrag sprach schließlich Sudan Großbritannien zu, Delcassé übernahm dem Parlament gegenüber die Verantwortung für das Scheitern der weit gespannten Kolonialpläne, zugleich gelang ihm nun schrittweise die Annäherung an Großbritannien, was ihm ein geeignetes Mittel schien, ein Gegengewicht gegen das Deutsche Reich zu schaffen und so eventuell einmal eine Revanche für die Niederlage von 1870/71 zu ermöglichen.
1899 stellte er sich auch als Vermittler im Konflikt zwischen den USA und Spanien zur Verfügung, wobei er die Friedensverhandlungen zwischen beiden Nationen zu einem erfolgreichen Abschluss bringen konnte. Durch die Abgrenzung der jeweiligen Interessensphären in Nordafrika im Geheimabkommen von 1902 verbesserte er auch das Verhältnis zu Italien, das Libyen als künftige Kolonie zugesprochen bekam, während Frankreich selbst sich Tunesien und Marokko sicherte. Auch die Allianz mit Russland wurde erneuert – 1899 und 1901 besuchte der Minister Sankt Petersburg. Mit Spanien regelte er im Juni 1900 die Grenzziehung zwischen den spanischen und französischen Kolonien in Afrika.
Nach einem Besuch in London mit Staatspräsident Émile Loubet 1903 gelang schließlich am 8. April 1904 der Abschluss der Entente Cordiale zwischen Großbritannien und Frankreich, wobei eine Einigung in Bezug auf die beiderseitigen Interessen in Ägypten, Neufundland und Marokko erzielt wurde. Die direkte Folge war eine weitere Entfremdung mit dem Deutschen Reich. In seine Amtszeit fiel weiterhin der Doggerbank-Zwischenfall, der zu Verstimmungen in den britisch-russischen Beziehungen führte. Delcassé intervenierte dabei erfolgreich im Auftrag der französischen Regierung, um einen Krieg zwischen beiden Ländern zu verhindern. In der Ersten Marokkokrise wollte der Außenminister es auf eine Konfrontation mit Deutschland ankommen lassen. Dem stand der entschieden pazifistische Premierminister Maurice Rouvier gegenüber. Wegen dieser widerstreitenden Ansichten trat Delcassé 6. Juni 1905 schließlich zurück, wobei er sich in der Folge besonders für eine Flottenzusammenarbeit zwischen Großbritannien und Frankreich starkmachte.
1911/12 war er Flottenminister, anschließend von Februar 1913 bis Januar 1914 Botschafter in Sankt Petersburg. Als Mitbegründer der Entente erschien er zu Beginn des Ersten Weltkriegs besonders geeignet, das Militärbündnis der Alliierten zusammenzuhalten, sodass er erneut vom 26. August 1914 bis zum 13. Oktober 1915 als französischer Außenminister amtierte. Sein wichtigster Erfolg in dieser Phase war der Kriegseintritt Italiens auf alliierter Seite. Wegen seiner allzu prorussischen Haltung musste er am 13. Oktober 1915 zurücktreten, da seine Unterstützung russischer Kriegsziele auf dem Balkan mit dazu beitrug, Bulgarien in das Lager der Mittelmächte zu treiben.